# Estadio Miguel Grau (Callao)
Estadio Miguel Grau – stadion wielofunkcyjny znajdujący się w Callao w Peru. Jest dostępny dla wielu regionalnych drużyn z pierwszoligowym Sport Boys na czele. Stadion może pomieścić 17 000 widzów. Mecz inauguracyjny został rozegrany 16 czerwca 1996, zmierzyły się w nim zespoły Sport Boys oraz Deportivo Pesquero. Spotkanie zakończyło się zwycięstwem gospodarzy 3–1. Stadion został rozbudowany w 2003 roku, zainstalowano wtedy wieże oświetleniowe.